# Panstenon agylla
Panstenon agylla är en stekelart som först beskrevs av Walker 1850.  Panstenon agylla ingår i släktet Panstenon och familjen puppglanssteklar. Arten är reproducerande i Sverige. Inga underarter finns listade i Catalogue of Life.